# Brinsop
Brinsop – wieś w Anglii, w Herefordshire, w dystrykcie (unitary authority) Herefordshire. Leży 1,4 km od Credenhill, 8,1 km od miasta Hereford i 198,9 km od Londynu. W 1961 roku civil parish liczyła 111 mieszkańców. Brinsop jest wspomniana w Domesday Book (1086) jako Hope.